# Matías Umpierrez
Matías Umpierrez (nacido en Buenos Aires, 1980) es un actor y un artista interdisciplinario y transdisciplinario argentino.
Presenta producciones en formatos audiovisuales, escénicos y curatoriales destacándose como uno de los artistas más prolíficos de su generación. 
A lo largo de más de una década, sus proyectos se destacan por desafiar los límites de sus propios medios y combinan una dialéctica entre el video, las artes vivas e intervenciones urbanas. Sus trabajos fueron presentados por instituciones como: el Centro Cultural General San Martín, Museo MALBA, MoMA (Museo de Arte Moderno), Lincoln Center, BAFICI, Festival de Cannes, Complejo Teatral de Buenos Aires, Centro Cultural Ricardo Rojas, Universidad de Buenos Aires, entre otros.  
Durante 2014 es seleccionado por The Film Society of Lincoln Center y el MoMA (The Museum of Modern Arts) de Nueva York para presentar su pieza para video (cortometraje-13min) titulada Paisaje en el marco de New Directors/New Films, una plataforma donde dichas instituciones lanzan a los nuevos directores más destacados en el ámbito internacional. Este mismo cortometraje fue presentado durante 2013 en la Competencia Oficial del BAFICI y en el Festival de Cannes.
En el mismo 2013 estrena su intervención urbana Teatro SOLO (LONE theater), que se constituye a partir de la intervención de 5 sitio específicos de una ciudad donde los espectadores acceden de manera solitaria descubriendo historias suburbanas escondidas en medio de lo cotidiano. Estrenada originalmente en la ciudad de Graus (ubicada en los Pirineos Españoles) y en Buenos Aires presentado por el Museo MALBA, Complejo Teatral de Buenos Aires y Rituales del Pasaje, durante 2014 se presenta en la ciudad de Nueva York (Estados Unidos) y Sao Paulo (Brasil). 
En agosto de 2013 estrena Distancia, una pieza virtual que desafía los límites de la escena con intérpretes en vivo (vía streaming) desde Hamburgo, Paris, New York y Buenos Aires y con una orquesta en ubicada a 7000km de distancia. Dicha performance se presentara durante 2014 en varias ciudades de América. Presentado originalmente por el Cultural San Martín en coproducción con el Goethe-Institut, Embajada de Francia y Panorama Sur. También formó parte de la programación nacional del FIBA (Festival Internacional de Buenos Aires). 
También ha estrenado como realizador los siguientes proyectos: Cuionera tropical (Performance.2006.Galería Appetite), Novela (Teatro. 2006.El Kafka Teatro), La flauta mágica (montaje para Ópera 2007.Ciudad Cultural Konex) Gente favorita (Lieblingsmenschen) (Teatro.2008.presentado por Goethe-Institut, Embajada de Suiza, Pro-Helvetia), 4 mujeres bailan (Video.2009), La tierra de las montañas calmas (Teatro.2010.presentado por Centro Cultural de España), “Hotel Project” (Intervención. Colaboración. 2011. Walter Jefferson Hotel de Nueva York). 
En 2007 fue convocado por la Universidad de Buenos Aires para ser Coordinador del Área de Teatro, del Centro Cultural Rector Ricardo Rojas. Desde ese año hasta el 2014 ha ideado destacados proyectos curatoriales, para los que fueron convocados artistas visuales, teatrales y del cine, entre los que se destacan: Operas Primas, Laboratorio Teatro, Panorama en Work in Progress, Proyecto Manual, Decálogo: indagaciones sobre los 10 mandamientos, Intervenciones/Rojas, y el Proyecto Clásico, ProyectoManual. Gracias a proyectos como Óperas Primas fueron descubiertos más de 20 artistas emergentes. En la suma de todos sus proyectos curatoriales se montaron más de 80 espectáculos creados por destacados artistas argentinos y del ámbito internacional.
Desde el año 2010 pertenece al grupo de investigación: Prácticas de lo Sensible: Arte y Trabajo. Indagación científico-artístico-tecnológica de las Artes Comunitarias, Colectivas y Participativas Regionales Contemporáneas. Bajo la dirección de la licenciada Alicia Romero y la Codirección del licenciado Marcelo Giménez y maestro Pedro Senar. Con lugar de Trabajo en Artífice. Centro Interdisciplinario de Artes de la Secretaria de Investigación, Ciencia y Tecnología del Departamento de Artes Visuales Prilidiano Pueyrredón. Secretaría de Investigación y Postgrado del Instituto Universitario Nacional del Arte IUNA.
Ha publicado como editor la colección Decálogo, indagaciones sobre los 10 mandamientos (Editorial EUDEBA & Los libros del Rojas). Esta colección, conformada por 4 tomos, parte de su proyecto curatorial (presentado en 2007-08) donde 10 autores de Iberoamérica indagan sobre el universo de la teología moral, dando como resultado 10 textos teatrales.
Fue jurado del Premio en Dramaturgia Germán Rozenmacher otorgado por FIBA (Festival Internacional de Teatro de Buenos Aires) en 2011. También fue jurado del programa “Menores de 25” destinado al descubrimiento de nuevos coreógrafos de la danza en Buenos Aires en 2009 (Centro Cultural Rircardo Rojas-Universidad de Buenos Aires). 
Recientemente fue reconocido por BGH como uno de los 100 artistas argentinos más innovadores de los últimos 100 años. En 2009 fue reconocido por Iberescena con la beca para jóvenes gestores de las artes escénicas latinoamericanas.  Y en 2010 ganó la mención honorífica en dramaturgia del Fondo Nacional de las Artes por su obra Manual de instrucciones para un hijo sin vocación. Durante 2011 fue invitado por Latino International Theater Festival of New York para dar una clase maestra en dirección en Lark Theater, en 2012 fue invitado por MICA (Mercado de Industrias Culturales Argentinas) para dar una clase maestra, también en dirección. Ha dado conferencias y conformado mesas de reflexión artística en Argentina y el exterior.